# Kenneth Pike
Kenneth Lee Pike (9. juni 1912 – 31. december 2000) var amerikansk lingvist og antropolog. Han var en ledende figur i Summer Institute of Linguistics fra 1940 og frem til sin død. Pike udførte feltarbejde i Syd- og Mellemamerika og senere i Afrika og Sydøstasien. 
Pike er særligt kendt for sin grammatiske teori tagmemics og for sin analysemetode Emic og Etic som i dag har stor vundet udbredelse, også ud over lingvistiske og socialantropologiske kredse.

## Eksterne Henvisninger
- Pike-citater
- Pikes selvbiografi: A linguistic pilgrimage